# Игинла, Джером
Джеро́м Иги́нла (англ. Jarome Iginla, полное имя Джеро́м А́ртур-Ли Адеку́нле Тиг Джу́ниор Э́лвис Иги́нла, англ. Jarome Arthur-Leigh Adekunle Tig Junior Elvis Iginla; 1 июля 1977, Эдмонтон, Альберта, Канада) — канадский хоккеист, правый крайний нападающий. Был выбран на драфте «Даллас Старз» под общим 11-м номером, но позже был обменян в «Калгари Флэймз». В канадском клубе Игинла провёл 16 сезонов и является рекордсменом по забитым шайбам, проведённым матчам и набранным очкам. В начале сезона 2003/04 Игинла был назван капитаном «огоньков», став, таким образом, первым темнокожим капитаном в истории НХЛ. 28 марта 2013 года Игинла был обменян в «Питтсбург Пингвинз», где неудачно провёл вторую половину сезона 2012/13. Следующий регулярный чемпионат хоккеист начал уже в «Бостоне», куда перешёл на правах свободного агента. В составе сборной Канады Джером трижды участвовал в Олимпийских играх — в 2002, 2006 и 2010 годах, победив на Олимпиадах в Солт-Лейк-Сити и в Ванкувере.
Как юниор, Игинла дважды становился обладателем Мемориального кубка (самого престижного юношеского кубка Канады) в составе «Камлупс Блэйзерс» и признавался лучшим игроком Западной хоккейной лиги в 1996 году. В НХЛ Игинла выигрывал «Арт Росс Трофи», «Лестер Пирсон Эворд» и «Морис Ришар Трофи» в 2002 году, а в сезоне 2003/04 вышел со своей командой в финал Кубка Стэнли и во второй раз получил «Морис Ришар Трофи», а также «Кинг Клэнси Мемориал Трофи» — награду игроку, который является примером для партнёров на льду и вне его и принимает активное участие в общественной жизни. Игинла является одним из немногих игроков, забивавших 50 и более шайб за сезон, причём делал это дважды (в сезоне 2001/02 и 2007/08). Игинла 5 раз участвовал в Матче всех звёзд. В конце 2009 года он вошёл в символическую команду лучших игроков НХЛ десятилетия. Вне хоккейной площадки Джером известен благодаря широкой общественной деятельности и участию в благотворительных программах. Известно, что хоккеист жертвовал 2 тысячи долларов с каждой забитой им шайбы.

## Юность
Джером Игинла родился в 1977 году, в Эдмонтоне. Его родителей звали Элвис Игинла и Сьюзан Шухард. Элвис, работавший юристом — уроженец Нигерии, эмигрировавший в Канаду в возрасте 18 лет. Его настоящее имя — Адекунле, но, приехав в Канаду, он поменял его на Элвис. Фамилия «Игинла» на языке йоруба означает «Большое дерево». Мать Джерома, Сьюзан Игинла — американка, родившаяся в Орегоне, переехала в Канаду за девять лет до его рождения. Она работала терапевтом-массажистом. Когда Джерому был один год, семья распалась. Сьюзан вместе с сыном вернулась в Сент-Альберт и купила квартиру недалеко от дома своих родителей. Джером рос с матерью, бабушкой и дедом. По его словам, развод родителей не стал для него трагедией. Они сохранили хорошие отношения, и Джером мог часто видеться с отцом, так как он жил не слишком далеко.
В спорт Игинлу привёл его дед. Уже в юном возрасте Джером отлично проявил себя в двух видах спорта — бейсболе и хоккее. Он даже попал в юношескую сборную Канады по бейсболу, но всё же сделал выбор в пользу хоккея. На его выбор во многом повлияла игра «Эдмонтон Ойлерз», клуба из его родного города, выигравшего четыре Кубка Стэнли и темнокожего вратаря «Эдмонтона» Гранта Фюра, который был кумиром Джерома. Подражая ему, Игинла вначале стоял на воротах, но вскоре был переведён на правый фланг нападения. В 15 лет Джером хорошо показал себя в клубе АМХЛ «Сент-Альберт Рэйдерз», набрав 87 очков за сезон. Параллельно занятиям спортом, Джером занимался музыкой под руководством бабушки. Будущий хоккеист играл на фортепиано и имел хороший голос, неоднократно выступая на детских музыкальных фестивалях.
По словам Игинлы, он почти никогда не испытал трудностей из-за цвета кожи. Он продолжил традиции темнокожих хоккеистов, в том числе своего кумира Грэнта Фюра, и надеется, что сможет быть примером для следующего поколения темнокожих игроков. «Я думаю, что быть образцом для детей — это прекрасно. Если молодой темнокожий хоккеист, глядя на меня, скажет: „У него получилось, и у меня получится“, то это будет замечательно», — говорил Джером.

## Юниорская карьера
Три года Игинла играл за клуб WHL «Камлупс Блэйзерс». В сезоне 1993/94, он помог «Блэйзерс» выиграть Мемориальный кубок.
В сезоне ЗХЛ 1994/95 Джером забил 33 шайбы и отдал 38 результативных передач. Также удачно он сыграл в матчах на Мемориальный кубок, забив 4 шайбы, что помогло «Камлупс Блэйзерс» защитить свой титул. По итогам матчей Игинла получил «Джордж Парсонс Трофи» — награду за фейр-плей.
1995 год стал переломным в карьере Игинлы. На драфте НХЛ 1995 года он был выбран клубом «Даллас Старз» в первом раунде. Но дебютировать в составе техасской команды ему так и не удалось. Спустя 6 месяцев после драфта он, вместе с другим игроком «Старз» Кори Милленом, был обменян на знаменитого игрока «Калгари» Джо Нуиндайка. Этот обмен вызвал среди болельщиков «огоньков» немало споров, так как Нуиндайк был одним из лидеров «Калгари».
В своём последнем сезоне за «Камлупс Блэйзерс» Игинла стал четвёртым в лиге по количеству очков, набрав 136 баллов и показав хорошие бомбардирские качества, забросив 63 шайбы в 63 матчах. Итогом удачного клубного сезона стал «Фоур Бронкос Мемориал Трофи», награда лучшему игроку ЗХЛ. Отличные результаты помогли Игинле попасть на Молодёжный чемпионат мира 1996 в Бостоне в составе юношеской сборной Канады. Игинла провёл этот чемпионат на высоком уровне, стал лучшим на турнире по голам и очкам, попал в символическую сборную лучших игроков чемпионата и был признан лучшим нападающим. Канадская сборная победила, и Джером получил свою первую международную золотую награду.

## Карьера в НХЛ

### Первые годы
Дебют Игинлы в НХЛ пришёлся на матчи плей-офф Кубка Стэнли, так как контракт с «Калгари» он подписал после завершения сезона WHL. В плей-офф сезона 1995/96 Джером сыграл 2 матча против «Чикаго», став первым за более чем 20 лет 18-летним хоккеистом, сыгравшим за «Калгари» (в 1983 году таковым был Дэн Куинн). В своей дебютной игре Игинла набрал своё первое очко в НХЛ, сделав результативную передачу на Тео Флёри, а во втором матче смог открыть счёт своим шайбам, но его удачный дебют не смог помочь «Калгари» пройти «Чикаго». Первым полным сезоном, проведённым Игинлой в НХЛ, стал сезон 1996/97 годов, по итогам которого набрал 50 очков (лучший результат среди новичков лиги), стал вторым в борьбе за «Колдер Трофи» и попал в сборную лучших новичков НХЛ. Несмотря на хорошую игру юного нападающего, «Калгари» испытывал серьёзные трудности. Впервые за несколько лет команда не смогла выйти в плей-офф.
В сезоне 1997/98 от Игинлы ждали многого, однако в январе он сломал руку и закончил сезон лишь с 13-ю голами. Многие, в частности тренер «Калгари» Брайан Саттер, критиковали игрока. Несмотря на обилие критики в его адрес, Джером остался в «Калгари» и уже в следующем сезоне улучшил свои показатели, забросив 28 шайб и отдав 23 результативные передачи, став одним из лучших в команде по набранным очкам. В 1999 году истёк его контракт с клубом, и игрок ждал серьёзного увеличения зарплаты, но переговоры затянулись. Джером пошёл на некоторые уступки, приобретя собственную страховку и согласившись тренироваться вместе с командой на предсезонных сборах. Несмотря ни на что, к началу сезона 1999/00 контракт так и не был подписан. Первые три матча «Калгари» сыграл без Игинлы, проиграв их и забив только три шайбы. После этого руководство «огоньков» согласилось на условия игрока, и Джером подписал трёхлетний контракт на 4,9 миллиона долларов без учёта бонусов. Остаток сезона Игинла провёл хорошо, обновив свои личные рекорды результативности, забив 29 шайб и отдав 34 голевые передачи. Новые рекорды продержались лишь один сезон и были обновлены (31 гол и 40 голевых передач) уже в следующем, несмотря на полученную в конце сезона травму руки. Тогда же Джером был назначен ассистентом капитана команды.
По окончании сезона, за год до Олимпийских игр, Игинла был вызван на предсезонные сборы сборной Канады. Игроку позвонил сам Уэйн Гретцки, бывший в те годы исполнительным директором сборной. По словам Джерома, он воспринял это как шутку его одноклубника Марка Савара, но последующий звонок Кевину Лоу подтвердил, что он вызван на сборы вместо травмированного Симона Ганье. Вернувшись из расположения сборной, Джером отлично провёл сезон 2001/02, ставший одним из лучших в его карьере. Он забил 52 шайбы и отдал 44 результативные передачи, что помогло ему получить «Арт Росс Трофи», награду игроку, лидирующему по количеству набранных очков. Также Игинла получил «Морис Ришар Трофи», «Лестер Пирсон Авард» и стал вторым в борьбе за «Харт Трофи», уступив только вратарю «Монреаля» Жозе Теодору. В том же году проходили Зимние Олимпийские игры в Солт-Лейк-Сити, где вместе со сборной Канады стал обладателем золотой медали. Этот сезон закрепил за Игинлой статус суперзвезды. Перед началом сезона 2002/03 Джером подписал новый двухлетний контракт с клубом. По условиям сделки Игинла получил 13 миллионов долларов за два года. Сезон 2002/03 Джером провёл хуже, чем прошлый, набрав 67 очков вместо прошлогодних 96. На снижение результативности повлияла травма пальца, но, несмотря на это, он четвёртый сезон подряд стал лучшим в «Калгари» по набранным очкам.

### Капитанство
В начале сезона 2003/04 Игинла был назван новым капитаном «Калгари». Он стал 18-м капитаном в истории клуба. Также он стал первым темнокожим капитаном в истории НХЛ, хотя на это звание также претендует бывший капитан «Чикаго» Дирк Грэм. Бывший капитан «Калгари» Крэйг Конрой принял решение отказаться от этого звания в пользу Игинлы самостоятельно, посчитав, что именно Джером являлся лидером команды на тот момент.
Уже в качестве капитана, Игинла (вместе с Ильёй Ковальчуком и Риком Нэшем) завоевал свой второй «Морис Ришар Трофи», забив 41 шайбу. Больших успехов добилась и его команда. Впервые за 15 лет «Калгари» вышел в финал Кубка Стэнли. В финале канадская команда в семи матчах проиграла победителю Восточной конференции «Тампе». После решающего матча к огорчённому Игинле подошёл отец и сказал: «Я горжусь тобой. Вся Канада гордится тобой». По итогам сезона Джером также получил «Кинг Клэнси Трофи» (награду лидеру на льду и вне его) за «участие во всех благотворительных программах „Калгари“ и жертвование тысячи долларов с каждой забитой шайбы».
Во время локаута сезона 2004/05 Игинла остался в НХЛ, несмотря на имевшиеся предложения из российской Суперлиги и в этот сезон сосредоточился на совершенствовании игры. Игинла стал одним из шести игроков, вошедших в созданный сразу после локаута Соревновательный комитет Национальной Хоккейной Лиги, который специализировался на поиске путей улучшения игры.
В первом сезоне после локаута Игинла забросил 35 шайб и отдал 32 голевые передачи. 7 декабря 2006 года в матче против «Миннесоты» Джером забил 300-ю шайбу и набрал 600-е очко в карьере. В 2007 году он должен был сыграть в Матче всех звёзд, но не смог участвовать в нём из-за травмы колена. Также из-за травмы Джером пропустил 11 матчей в сезоне 2006/07, что не помешало ему отдать 55 голевых передач, установив свой личный рекорд.
В сезоне 2007/08 Игинла второй раз в карьере смог забить 50 шайб за сезон, но даже такой результат не позволил ему выиграть «Морис Ришар Трофи», который достался Александру Овечкину, забившему 65 голов. Также в этом сезоне он отдал 48 голевых передач, набрав, в общей сложности, 98 очков, установив личный рекорд по количеству очков, набранных за сезон. Игинла был выбран в первое звено Матча всех звёзд, вместе со своим одноклубником Дионом Фанёфом и был назначен капитаном сборной Западной конференции. По итогам сезона он, вместе с Александром Овечкиным и Евгением Малкиным был номинирован на «Харт Трофи» и «Лестер Пирсон Авард», но в обоих случаях призы достались лидеру «Вашингтон Кэпиталз». Это была уже третья неудачная номинация Игинлы на звание MVP сезона.
В 2008 году Игинла побил несколько клубных рекордов. 29 ноября он сыграл 804-й матч за «Калгари», побив рекорд Эл Макиннинса. 10 марта Джером забил 365-ю шайбу за клуб, побив рекорд Тео Флёри. В предсезонье Игинла подписал с «Калгари» пятилетний контракт, по условиям которого он будет получать 7 миллионов долларов за сезон.
В сезоне 2008/09 Игинла набрал своё 800-е очко в НХЛ. Это случилось 19 декабря 2008 года в первом периоде матча против «Чикаго Блэкхокс». Также Джером сыграл за сборную Западной конференции в Матче всех звёзд 2009, сумев забить шайбу. 1 марта Игинла побил ещё один клубный рекорд, принадлежащий Флёри — по набранным очкам. Это произошло в матче с «Тампе». Джером заработал 5 очков, но этого не хватило для общего успеха в матче — «Тампа» выиграла 8:6. Сезон 2008/09 Джером закончил, заработав 89 очков (35 шайб и 54 голевые передачи), став 8-м в Лиге по этому показателю. В матчах плей-офф с «Чикаго» Игинла выступил посредственно, из-за чего возникли слухи о том, что капитан «Калгари» играл с травмой, но он заявил, что это ложная информация, и все его мысли сосредоточенны на подготовке к сезону 2009/10.
Сезон 2009/10 закончился для «Калгари» неудачно — впервые с 2003 года команда не пробилась в плей-офф. Игинла набрал 69 очков, чего, по его словам, было «недостаточно». Неудачное выступление и команды, и игрока вновь дала повод для спекуляций на тему обмена Джерома. Сам хоккеист заявил, что покидать Калгари не хочет, но рассмотрит предложения, если этого пожелает клуб. Против обмена, однако, выступил бывший тренер «Флэймз» Крейг Баттон, а позже и руководство команды заявило, что не собирается обменивать Игинлу.
2010-й год начался для хоккеиста с преодоления нескольких важных статистических отметок. 30 января Игинла набрал своё 900-е очко в карьере, 6 дней спустя сыграл 1000-й матч. Командные успехи были значительно хуже, «Флэймз» неудачно выступали в сезоне 2010/11 и находились внизу турнирной таблицы. Вновь появились слухи о возможном обмене Игинлы и вновь они были опровергнуты руководством клуба. Вскоре игра канадца улучшилась, что помогло ему получить приглашение на Матч всех звёзд. Игрок, однако, отказался от участия в нём, заявив, что хочет провести время со своей больной бабушкой.
1 апреля 2011 года Игинла преодолел гроссмейстерскую планку в 1000 очков в регулярных чемпионатах НХЛ. 7 января 2012 он забил 500-й гол, став 42-м хоккеистом, которому покорилось это достижение. Джером в очередной, седьмой, раз получил приглашение на Матч всех звёзд, в котором набрал 3 результативных очка. Забив свой 30-й гол в сезоне 2011/12 Игинла стал 7-м хоккеистом в истории, сумевшим забивать 30 и более голов в 11-и сезонах подряд.

### «Питтсбург» и «Бостон»
По итогам сезона 2011/12 «Калгари» вновь не попал в плей-офф, третий раз подряд. Клуб не мог удовлетворить амбиций игрока, так и не сумевшего выиграть Кубок Стэнли, а руководство «Флэймз» было не против обмена, чтобы получить за Джерома хоть что-нибудь — летом у него заканчивался контракт, он становился неограниченно свободным агентом и мог покинуть команду без какой-либо компенсации. Незадолго до дедлайна разговоры о возможном уходе хоккеиста из клуба возобновились. Джером, имевший пункт в контракте, согласно которому «Калгари» не мог обменять хоккеиста против его воли, предложил руководству «Флэймз» список команд, в которые он согласился бы перейти. Туда вошли «Чикаго Блэкхокс», «Лос-Анджелес Кингс», «Бостон Брюинз» и «Питтсбург Пингвинз».
Сообщалось, что соглашение с «Бостоном» уже достигнуто., но вместо этого 28 марта 2013 года, после 17 лет, проведённых в составе «Калгари Флэймз», Игинла был обменян в «Питтсбург Пингвинз». Взамен за своего многолетнего капитана «Калгари» получил первый выбор на драфте НХЛ 2013, а также двух молодых игроков Кеннета Агостино и Бена Хановски. В Питтсбурге Игинла воссоединился с несколькими бывшими партнерами по Олимпийской сборной Канады 2010 года, прежде всего Сидни Кросби, с которым в Ванкувере он играл в одном звене. Джером заявил, что перспектива играть в одной команде с Кросби и Малкиным повлияла на его решение. Переход в более сильный клуб позволил Игинле сыграть в финале Восточной конференции, но несмотря на впечатляющую линию нападения «Пингвинз» были разгромлены «Бостоном» в четырёх матчах, а после особенно болезненного поражения со счётом 1:6 Игинла был переведён в третье звено.
По окончании сезона Игинла на правах свободного агента всё же перешёл в «Бостон», подписав однолетнее соглашение на сумму 6 миллионов долларов. Хоккеисту потребовалось 9 матчей, чтобы открыть счёт голам за новый клуб, что всё равно не помешало ему занять место в первом звене нападения «Брюинз». 10 декабря 2013 года Игинла впервые вернулся в Калгари в качестве игрока другой команды. Болельщики «Флэймз» приветствовали хоккеиста стоячей овацией. По итогам сезона Игинла стал лучшим снайпером команды и третьим по результативности. «Бостон» выиграл регулярный чемпионат, но уступил «Монреалю» во втором раунде плей-офф.

### «Колорадо», «Лос-Анджелес» и завершение карьеры
После окончания сезона 2013/14 Джером Игинла на правах неограниченно свободного агента подписал трёхлетний контракт на сумму 16 млн долларов с клубом «Колорадо Эвеланш». «Бостон» хотел сохранить игрока, но мог предложить только однолетний контракт, предложение «Колорадо» выглядело более выгодным. Вскоре он был назначен альтернативным капитаном команды. «Эвеланш» стали третьим клубом для Игинлы за последние два года, очередной попыткой успеть выиграть Кубок Стэнли до завершения карьеры, но уже с начала сезона у «Колорадо» начались проблемы. В итоге, команда не попала в плей-офф, заняв последнее место в своём дивизионе. Игинла стал лучшим бомбардиром и снайпером команды, но впервые с 2001 года не сумел преодолеть отметку в 30 шайб за сезон и нередко критиковался в прессе.
4 января 2016 года Игинла забил свой 600-й гол в регулярных чемпионатах и стал 19-м в истории НХЛ хоккеистом, которому удалось это сделать. Результаты как команды, так и Игинлы, продолжали ухудшаться. Сам игрок не скрывал своего желания покинуть команду.
В итоге, 1 марта 2017 года, в последний день обменов, Джером Игинла перешёл в «Лос-Анджелес Кингз». Вместе с «Королями» до самого конца боролся за попадание в плей-офф, забросив 6 шайб в 19 матчах, но «Кингз» заняли лишь 10-е место в Западной конференции, отстав на 8 очков от зоны плей-офф.
В сезоне 2017/18 Игинла не смог подписать контракт ни с одной командой НХЛ и 30 июля 2018 года на специальной пресс-конференции хоккеист объявил о завершении игровой карьеры.
2 марта 2019 года «Калгари Флэймз» вывел из обращения 12-й номер под которым выступал Джером Игинла.

## Сборная
Впервые Игинла сыграл за сборную Канады на Мемориале Ивана Глинки, турнире для игроков младше 18-и лет, прошедшем в 1994 году. Джером был лучшим в команде по голам (5) и очкам (9), а сборная выиграла золотую медаль. Первым официальным международным турниром, в котором участвовал Игинла, был Молодёжный чемпионат мира 1996 года. Джером стал лидером турнира по набранным очкам и забитым шайбам, попал в сборную всех звёзд чемпионата и был признан лучшим нападающим турнира. В 1997 году Игинла, в 19 лет, дебютировал за взрослую сборную на чемпионате мира 1997 года. Он стал самым юным хоккеистом в составе канадцев. Несмотря на возраст, Джером провел на турнире 11 матчей, забив 2 шайбы и отдав 3 результативные передачи, чем помог своей команде выиграть золотую медаль.
В предолимпийский сезон Игинла получил вызов на предсезонные сборы сборной Канады, заменив травмированного Симона Ганье. Произведя хорошее впечатление на тренеров, он поехал вместе с командой на Олимпийские игры в Солт-Лейк-Сити, где канадцы завоевали первое олимпийское золото за 50 лет. Игинла забил две шайбы в финальном матче со сборной США.
В 2004 году сыграл на Кубке мира. Игинла был одним из альтернативных капитанов команды и играл в звене с Джо Сакиком и Марио Лемьё. На этом турнире сборная Канады также выиграла золотые медали.
Следующим крупным турниром, на котором сыграл Игинла, были Олимпийские игры в Турине. Он сыграл 6 матчей и набрал 3 очка. Сборная Канады не смогла тогда повторить успех предыдущей Олимпиады, проиграв в четвертьфинале сборной России. Как и ожидалось, Джером принял участие в домашней для канадцев Олимпиаде в Ванкувере и был одним из ассистентов капитана. Сборная Канады оформила чемпионство, а Джером стал лидером турнира по забитым шайбам (5) и отдал две голевые передачи, включая пас на Сидни Кросби в овертайме финального матча с США. Всего на счету Игинлы 7 очков — второй показатель в сборной и шестой среди всех хоккеистов.
На момент игр в Сочи Игинле было бы 36 лет и, как ещё в 2009 году признал сам хоккеист, шансов на попадание в состав у него было мало: «От меня мало что зависит. И мне придется исполнить решение, какое будет принято. Если не попаду на Игры, то особо не расстроюсь». Как и ожидалось, Игинла не был включён в заявку, более того, после 2010 года он вообще не вызывался в сборную.

## Стиль игры
Игинла считается одним из лучших силовых нападающих НХЛ. В начале карьеры в НХЛ он ориентировался на стиль игры Брэндана Шэнахэна и Кита Ткачука, пытаясь совместить ловкость и физическую мощь. Главным недостатком хоккеиста считалась скорость, но перед сезоном 1999/00, после занятий с личным тренером, показатели Игинлы по этой части улучшились, но скауты до сих пор отмечают слабость Джерома в этом компоненте игры.
Дело в том, что Игги вообще не любит говорить о себе. Если бы решать было ему - репортёров и камер вообще бы не было. На льду он полон уверенности. Это видно по его движениям перед успешными бросками и по уверенному хвату клюшки. Но он никогда не станет об этом рассказывать. Просто характер такой.
Джером — результативный игрок. Он входит в число немногих игроков, дважды забивавших 50 и более шайб за сезон. Трижды он был близок к тому, чтобы набрать 100 очков, набрав 94, 96 и 98. В период с 1998 по 2008 год только Яромир Ягр забил больше шайб в НХЛ, чем Игинла.
Игинла имеет на своём счету несколько хет-триков Горди Хоу (драка, гол и голевая передача). По словам Джерома, он не ищет драки, но никогда перед ней не отступит, несмотря на то, что в 2003 году получил травму во время одной из них. На счету Джерома более 50 драк, что делает его одним из лидеров лиги по этому показателю. Драками Игинла поднимает настрой и себе, и своим одноклубникам. Он не выступает в роли тафгая, но является одним из наиболее часто дерущихся капитанов команд НХЛ. В сезоне 2009/10 во время драки с Игинлой защитник «Эдмонтон Ойлерз» Шелдон Сурей получил перелом руки.
Игинла на протяжении многих лет был лидером «Калгари» и от качества его игры во многом зависят результаты команды. Джером пользуется уважением у своих одноклубников и тренерского штаба. Нередко он помогал игрокам решить проблемы с руководством клуба. Игинла часто проводит индивидуальные беседы с хоккеистами и старается обеспечить в команде хорошую атмосферу. «Каждый знает уровень мастерства Игинлы и его игру в атаке. Когда команда проигрывает, он ведёт её вперёд. Он сражается за одноклубников, и это качество присуще далеко не всем капитанам в лиге» — сказал о Джероме бывший хоккеист НХЛ Мартин Желина. За свои лидерские качества, в сезоне 2008/09, Джером получил «Марк Мессье Лидершип Эворд».

## Вне хоккея
6 августа 2003 года женился на Каре Киркланд, с которой был вместе с восьмого класса школы. У них трое детей — Джейд, Тидж и Джо.
Игинла — христианин, как и его отец, хотя его мать — буддистка.
В свободное время Игинла играет в гольф и является постоянным участником благотворительного турнира Calgary Flames Celebrity Charity Golf Classic.
Известен благодаря обширной общественной деятельности. С 2002 года в Калгари работает Школа хоккея Джерома Игинлы, доходы от которой он жертвует в Ассоциацию исследования диабета. Начиная с 2000 года Джером жертвовал 1 тысячу долларов с каждой шайбы, а в конце 2008 года удвоил эту сумму. К концу сезона 2007/08 Игинла пожертвовал таким образом 430 тысяч долларов. Он участвует во всех благотворительных акциях «Калгари», посещает больницы и детские хоккейные школы. Его деятельность была отмечена в 2004 году, когда хоккеист получил «Кинг Клэнси Мемориал Трофи».
Игинла является одним из совладельцев клуба WHL «Камлупс Блэйзерс», команды, в которой он провёл 3 сезона. Помимо Джерома совладельцами «Блэйзерс» являются ещё несколько известных хоккеистов — Марк Рекки, Шейн Доан и Дэррил Сидор. Также Джером является представителем NHL Diversity Program, поддерживающей хоккейные организации, помогающие играть в хоккей детям из бедных семей.

## Статистика
| Легенда | Легенда                    | Легенда | Легенда                   | Легенда | Легенда    |
| ------- | -------------------------- | ------- | ------------------------- | ------- | ---------- |
| И       | Количество проведённых игр | Штр     | Штрафное время            | +/−     | Плюс-минус |
| Г       | Голы                       | П       | Голевые передачи          | О       | Очки       |
| -       | Статистика неизвестна      | —       | Статистика не учитывалась |         |            |

## Достижения

### Командные
Юниорская карьера
| Год        | Команда          | Достижение                     |
| ---------- | ---------------- | ------------------------------ |
| 1994, 1995 | Камлупс Блэйзерс | Обладатель Мемориального кубка |

НХЛ
| Год  | Команда        | Достижение                          |
| ---- | -------------- | ----------------------------------- |
| 2004 | Калгари Флэймз | Обладатель Приза Кларенса Кэмпбелла |

Сборная
| Год  | Команда       | Достижение                             |
| ---- | ------------- | -------------------------------------- |
| 1996 | Канада (мол.) | Победитель Молодёжного чемпионата мира |
| 1997 | Канада        | Чемпион мира                           |
| 2002 | Канада        | Олимпийский чемпион                    |
| 2004 | Канада        | Победитель Кубка мира                  |
| 2010 | Канада        | Олимпийский чемпион                    |

### Личные
Юниорская карьера
| Год  | Команда          | Награда                                  |
| ---- | ---------------- | ---------------------------------------- |
| 1995 | Камлупс Блэйзерс | Обладатель «Джордж Парсонс Трофи»        |
| 1996 | Камлупс Блэйзерс | Обладатель «Фоур Бронкос Мемориал Трофи» |

НХЛ
| Год              | Команда        | Награда                                              |
| ---------------- | -------------- | ---------------------------------------------------- |
| 1997             | Калгари Флэймз | Попадание в Сборную молодых звёзд НХЛ                |
| 2002, 2008, 2009 | Калгари Флэймз | Попадание в Сборную всех звёзд НХЛ (3)               |
| 2002, 2004       | Калгари Флэймз | Обладатель «Морис Ришар Трофи» (2)                   |
| 2002             | Калгари Флэймз | Обладатель «Арт Росс Трофи»                          |
| 2002             | Калгари Флэймз | Обладатель «Лестер Пирсон Эворд»                     |
| 2004             | Калгари Флэймз | Обладатель «Кинг Клэнси Трофи»                       |
| 2004             | Калгари Флэймз | Обладатель «Приза игроку НХЛ за благотворительность» |
| 2009             | Калгари Флэймз | Обладатель «Марк Мессье Лидершип Эворд»              |

Сборная
| Год  | Команда       | Награда                                                    |
| ---- | ------------- | ---------------------------------------------------------- |
| 1996 | Канада (мол.) | Попадание в сборную всех звёзд молодёжного чемпионата мира |
| 1996 | Канада (мол.) | Лучший нападающий молодёжного чемпионата мира              |